# Geullebreuk

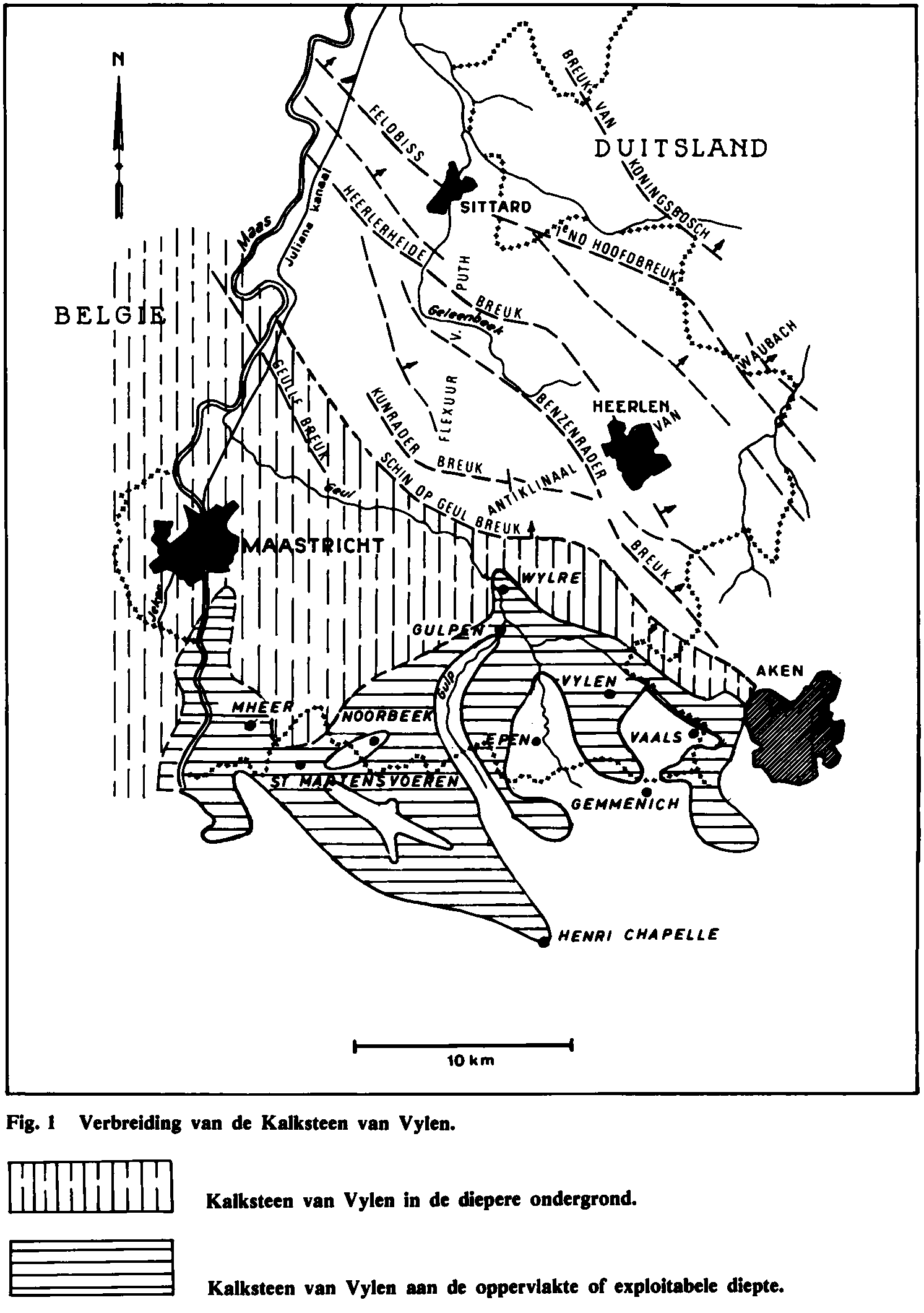
Verbreiding van de Kalksteen van Vijlen in Zuid-Limburg en de aanwezige breuken, waaronder de Geullebreuk

De Geullebreuk is een breuk in Nederlands Zuid-Limburg en aangrenzend België.
De breuk is vernoemd naar Geulle.
Op respectievelijk ruim een en drie kilometer naar het noordoosten liggen de Schin op Geulbreuk en de Elsloobreuk en op ongeveer vijf kilometer naar het zuidwesten ligt de Eckelradebreuk.

## Ligging
De breuk loopt Noordwest-zuidoost via de plaatsen Uikhoven, Geulle, Schietecoven en Raar en doorkruist daarbij het Maasdal, Centraal Plateau en het Geuldal.
Net als de Schin op Geulbreuk doorkruist de Geullebreuk het Bunderbos.

## Afzettingen

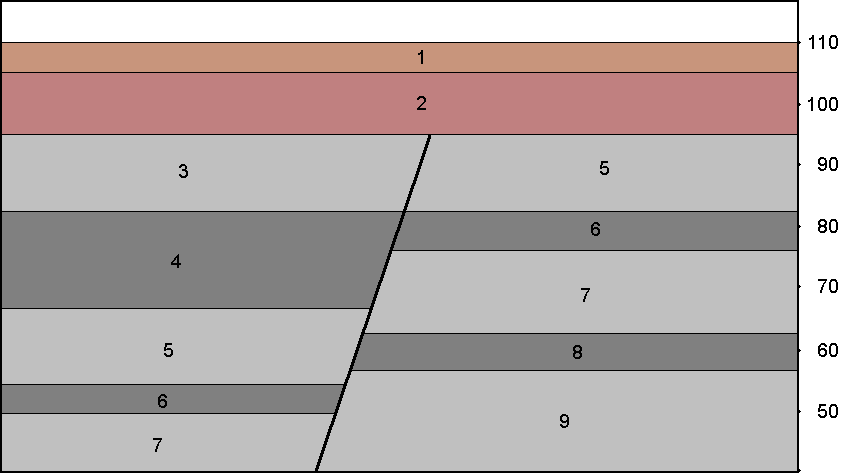
Dwarsdoorsnede (noord-zuid) van de Geullebreuk met in donkergrijs de kleilagen en in lichtgrijs de zandlagen

De Geullebreuk is een breuk met verzet waardoor er een hoogteverschil zit van ongeveer 15 tot 25 meter tussen de Tertiaire afzettingen ten noorden en ten zuiden van de breuk. De afzettingen onder de löss en het Maasgrind liggen ten zuiden van de breuk hoger. Terwijl aan de zuidzijde het Laagpakket van Waterval direct onder het Maasgrind ligt, ligt er aan de noordzijde eerst nog een zand- en kleilaag tussen met een dikte van samen ongeveer 30 meter.
In de bodem bij de breuk bevinden zich onder andere de volgende lagen: (nummers tussen haakjes corresponderen met nummers dwarsdoorsnede)
- löss (1) uit het Laagpakket van Schimmert
- Maasgrind (2) uit de Formatie van Beegden
- Mioceen
  - Laagpakket van Kakert (3) (zand)
- Midden-Oligoceen
  - Laagpakket van Boom (4) (klei)
  - Laagpakket van Waterval (5) (zand)
  - Laagpakket van Kleine-Spouwen (6) (klei)
  - Laagpakket van Berg (7) (zand)
- Onder-Oligoceen
  - Laagpakket van Goudsberg (8) (klei)
  - Laagpakket van Klimmen (9) (zand)